# 月に吠える (萩原朔太郎の詩集)
『月に吠える』（つきにほえる）は萩原朔太郎の詩集。朔太郎の処女詩集で54編の詩を収録、序文を北原白秋、跋文を室生犀星が書いている。1917年（大正6年）2月に刊行された。発売後まもなく、詩壇・文壇から激賞され、朔太郎の詩人としての名声を高めた。
新しい口語象徴詩の領域を開拓した第1詩集。孤独者の病的で奇怪な感覚を、鮮明なイメージと柔軟で緊迫感あふれるリズムによって表現している。

## 作品背景
ヨーロッパの詩の翻訳から始まった日本語による詩は、徐々に文語体から口語体を求められるようになっていた。1907年（明治40年）の川路柳虹の「塵塚（はきだめ）」は口語自由詩の最初の成功例として位置付けられ、北原白秋や三木露風らが詩壇を形成していった。朔太郎は、北原白秋が主宰した雑誌『朱欒（ザンボア）』に室生犀星が発表した『小景異情』を読んで感激し、犀星と交流を始めている。1915年（大正4年）には、現在も魅惑的な問題作として知られる山村暮鳥の詩集『聖三稜玻璃（せいさんりょうはり）』が出版されている。朔太郎は当初、白秋・犀星・暮鳥の影響を受けた詩を書いていたが、この『月に吠える』で自分の作風を確立するに至った。
『月に吠える』の出版計画は1916年（大正5年）秋ごろからとされる。朔太郎は12月から神奈川県鎌倉の坂の下の海岸脇にあった海月楼に長期滞在して編集作業を行った。詩集のために旅館に長期滞在することは異例で、朔太郎に経済的余裕のあったからできたことであった。東京では朔太郎と同人『感情』を感情詩社で発行していた室生犀星と、朔太郎が詩を掲載していた『詩歌』の白日社の前田夕暮が、実際の編集作業を行った。このため詩集は、感情詩社・白日社の共版という形になった。しかし内実は自費出版であり、朔太郎は母親に事情を話し、父親をごまかすため別の理由をつけて300円を引き出した。12月27日宛ての白秋への手紙では、詩集の題を『月に吠える』と報告している。
詩集は1917年（大正6年）1月元日に出版される予定だった。しかし原稿を書き上げて上京した朔太郎はビアホールで泥酔し、原稿と犀星の跋文を紛失してしまう。幸い下書きノートがあったため、改めて書き直し、犀星にも跋文を再度依頼した。犀星は書き直した跋文『健康の都市』で「あれは再度書けるものではない。書けても其書いてゐたときの熱情と韻律とが二度と浮んでこないことを苦しんだ。」と心情を吐露している。白秋の序は翌年1月10日の日付で、遅れて届いたため、紛失から難を逃れた。
装幀と挿画は田中恭吉に依頼された。朔太郎は『感情』の同人だった版画家の恩地孝四郎を通じて田中に打診。田中は恩地と同人『月映（つくはえ）』を発行しており、これが朔太郎の目に留まった。しかし、肺結核が進行していた田中は1915年10月死去。残された絵が朔太郎のもとに送られ、装幀は恩地が引き受けた。冒頭には「從兄 萩原榮次郎氏に捧ぐ」の献辞がつけられた。

## 出版
1917年（大正6年）2月15日に第1詩集『月に吠える』500部が刊行。うち200部は寄贈などにあてたため、実際に販売されたのは300部ほどである。
刊行後の2月21日、内務省から、納本された『月に吠える』の発行者を呼び出す通知があったため、室生犀星が出頭する。内務省は収録されている詩のうち「愛憐」を削除すること、そのまま書店配布すれば発売禁止にするという「厳しい命令でもあり、比較的同情ある注意（前田夕暮）」をする。製本の遅れでまだ流通していなかったため、「愛憐」とそれに続く「恋を恋する人」を削除し、断り書きをつけてようやく店頭に並んだ。これに対し、朔太郎は『風俗壊乱の詩とは何ぞ』（上毛新聞1917年（大正6年）2月25、26日）で反論した。削除されないまま市場に出回ったものが若干あり、2019年の報道では無削除版が古書市場に出るときには「高級車1台分くらい」の値がつき、朔太郎の故地にある前橋文学館は購入予算の都合で蔵書にない状態にあった。神奈川近代文学館は寄贈による2冊、秀明大学学長の川島幸希は収集した6冊の無削除版を所蔵していると報じられている。その後、2021年に川島が所蔵していた1冊が、前橋文学館に寄贈され、同館の蔵書に加わることになった。
詩集の『月に吠える』は当時としては珍しくすぐに売り切れ、朔太郎と犀星は再版を考えたが、白秋と夕暮が再版しても売れないからという考えで絶版となった。しかし、朔太郎の元には再版を願う手紙が多数届き、古本も高騰するという事態になっていた。1922年（大正11年）3月に白秋の弟・北原鉄雄が経営するアルスから再版された。この版では挿画が15種から8種になり、冒頭の献辞が「故田中恭吉の靈に捧ぐ」になった。また削除された2篇の詩も収録されたが、内務省の許可なく載せたようである。

## 評価
前述の通り、本書は発売されて間もなく絶賛された。高村光太郎は『感情』第9号（大正6年4月）の特集記事に「私はまだ詩について何事も公に言はない時に居ますが後に詩の事について書くとき、此の集が實に重要なものであることを感じます。」という感想を寄せた。序文を書いた北原白秋は「内容は知ってゐるが装幀のすばらしさはどうだ。全く田中恭吉はえらい。君はいい人を見つけた。それが君の詩にもっともふさはしい畫を描く人だといふことはわかる。」と褒め、山村暮鳥も本の包みを開かず眺めているほどと書いており、内容だけでなく、装幀挿画を含めた本の魅力が反響を呼んだ。これは朔太郎がオスカー・ワイルドの『サロメ』（挿絵はオーブリー・ビアズリー）のような本を作りたいと尽力した結果だった。また、ヨーロッパの新しい詩の傾向を知っていた森鷗外や詩人の野口米次郎も注目した。
一方で、朔太郎は三木露風らを中心とする観念的象徴主義と対立し、刊行後の1917年5月に『三木露風一派の詩を追放せよ』（文章世界）という攻撃的な文章を発表した。